# Phymaturus timi
Phymaturus timi — вид ігуаноподібних ящірок родини Liolaemidae. Ендемік Аргентини. Описаний у 2019 році.

## Поширення і екологія
Phymaturus timi відомі з типової місцевості, розташованої у вулканічному масиві Аука-Мауїда, в департаменті Пеуенчес в провінції Неукен, на висоті 1569 м над рівнем моря.